# 阿特米薩省
阿特米薩省（西班牙語：Provincia de Artemisa）是古巴的一個西部省份，省會阿特米薩，西臨比那爾德里奧省，北鄰佛羅里達海峽，東接哈瓦那市和瑪雅貝克省，在2011年前是哈瓦那省的一部分，面積4,004平方公里，2010年人口502,392。
22°48′49″N 82°45′48″W / 22.81361°N 82.76333°W